# Liz Gehrer

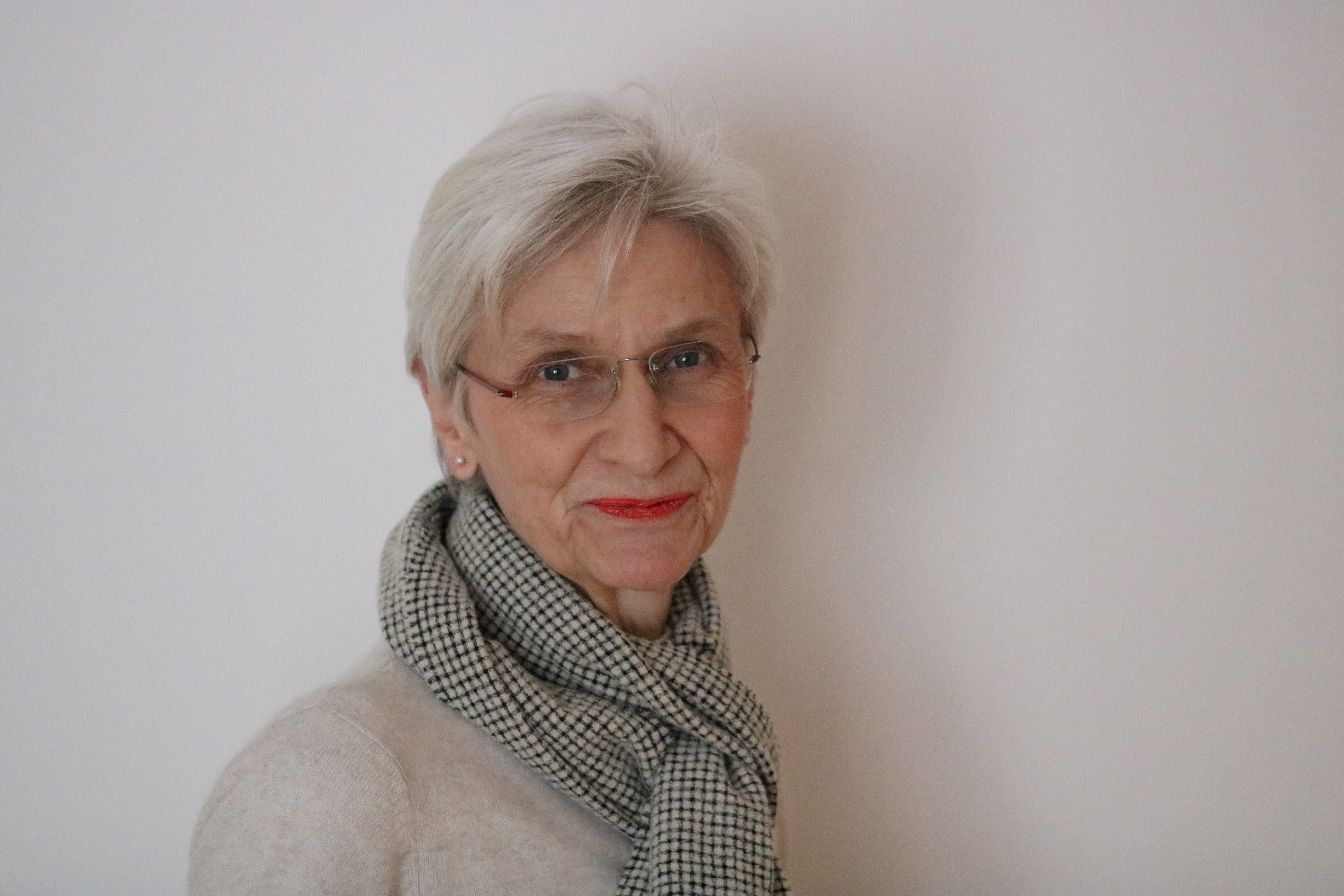
Die Schweizer Künstlerin Liz Gehrer, aufgenommen in St. Gallen.

Elisabeth «Liz» Gehrer (* 7. September 1949 in St. Gallen) ist eine Schweizer Künstlerin, Malerin und Plastikerin. Neben skulpturalen Arbeiten, Objekten, Bildern und Fotografien gehören auch grossräumige Installationen zu ihrem Schaffensbereich.

## Leben
Liz Gehrer war als Handarbeits- und Kochlehrerin tätig, bevor sie sich 1978 der Kunst zuwandte. 1984 folgte die erste Ausstellungsbeteiligung, 1992 die erste Einzelausstellung. Seit 1995 widmet sie sich vollberuflich der künstlerischen Tätigkeit. Gehrer ist verheiratet und hat drei erwachsene Kinder. Sie lebt in St. Gallen und schuf ihre Werke in Ateliers in St. Gallen und Montepulciano.

## Werke (Auswahl)
Gehrers bevorzugte Werkstoffe sind Karton und gehärtetes Papier, häufig in Verbindung mit Eisen, sowie Bronze. In ihrer künstlerischen Arbeit beschäftigt sie sich vorrangig mit Einflüssen der Umgebung, des Alters, der Gesellschaft und der Umwelt auf den Menschen. Sie ist Mitglied der Künstlervereinigung Visarte und des Berufsverbandes der visuell schaffenden Künstlerinnen und Künstler der Schweiz.
Wanderausstellung Au’art: «Sitzende Wasser» (2001)
Im Rahmen der Expo.02 zeigten die Ostschweizer Kantone als wasserreichste Gegend der Schweiz in ihrem Pavillon in Neuenburg Wasser in den verschiedensten Erlebnisformen. Ein Jahr vorab wurde ein Projektwettbewerb von der Regierungskonferenz der Ostschweizer Kantone ausgeschrieben. Von Mai bis November 2001 wurde Gehrers Installation Sitzende Wasser gemeinsam mit sieben weiteren Kunst- und Begegnungsobjekten als Teil der Wanderausstellung «Au’art» in sieben Ostschweizer Kantonen präsentiert. Die Installation bestand aus rund 30 mit eingefärbtem Wasser gefüllten Gymnastikbällen.
JETZT KUNST N°3: «Intim» (2011)
Unter dem Patronat der fondation JETZT KUNST zeigte die Ausstellung JETZT KUNST N°3 Skulpturen und Installationen im Berner Freibad Marzili mit dem Ziel, eine Verbindung von zeitgenössischer Kunst und öffentlichem Raum zu schaffen. Gehrers Bildfolge Intim zeigte, was hinter den Umkleidekabinen in einem Schwimmbad geschieht. Das Ausstellungskonzept beruhte auf der Ortsbezogenheit, die es den 28 teilnehmenden Künstlern erlaubte, ausgehend vom individuellen Ort der Platzierung formal-ästhetisch auf die Umgebung zu reagieren.
Fondazione Hermann Geiger: «L'Uomo, fra influssi e cambiamenti» (2011)
In Cecina untersuchte Liz Gehrer mit ihrer Ausstellung in der Fondazione Hermann Geiger den Umgang des Menschen mit seiner Umwelt und durchleuchtete das zwischenmenschliche Beziehungsnetz. Für ihre dreidimensionale Kunstwerke experimentierte sie mit Gebrauchs- und Abfallmaterialien wie Papier, Altkarton und Eisen. Die formal abstrakten Figuren wurden einzeln, zu zweit oder in Gruppen positioniert und teilweise in Gitterstrukturen aus Armierungseisen eingewoben. Dabei wurden stellenweise Klone aus Bronze neben den Kartonfiguren ausgestellt. Ergänzt wurde die Ausstellung durch die Rauminstallation "Vernetzt - Verstrickt", welche die Ambiguität des sozialen Beziehungsnetzes veranschaulichte, und Bildcollagen.

## Ausstellungen (Auswahl)
- 2018: Galerie im Kies, Altach (Österreich)
- 2017: Galerie Artesol, Solothurn
- 2016: Stiftung Altes Bad Pfäfers (gemeinsam mit Lucie Schenker und Hans Thomann), Pfäfers
- 2015: Galerie für Gegenwartskunst, Bonstetten
- 2013: Frauenbibliothek Wyborada, Museumsnacht, St. Gallen
- 2013: Galerie Christine Brügger (gemeinsam mit Thomas Seilnacht), Bern
- 2012: Kunsthalle Wil, Wil
- 2011: Galerie für Gegenwartskunst (gemeinsam mit Gudrun Petzold und W. Jo Brunner), Bonstetten
- 2011: Fondazione Hermann Geiger, Cecina (Italien)
- 2009: Frauenfeld Kunstverein
- 2008: Galerie für Gegenwartskunst (gemeinsam mit Etienne Krähenbühl), Bonstetten
- 2008: radicalgallery (gemeinsam mit Peter Panyoczki), Zug
- 2007: Galerie Aquatinta (gemeinsam mit Therese Weber), Lenzburg
- 2006: Galerie Christine Brügger (gemeinsam mit Louis van Marissing), Bern
- 2005: Galerie für Gegenwartskunst (gemeinsam mit Kerstin Seltmann), Bonstetten
- 2005: Kellergalerie Schloss Dottenwil, Wittenbach[11]
- 2004: Atelier-Galérie Maya Guidi, Carouge
- 2003: Galerie Aquatinta, Lenzburg
- 2002: Galerie Ulrike Hrobsky (gemeinsam mit Volker Lauth), Wien (Österreich)
- 2002: Galerie für Gegenwartskunst (gemeinsam mit Etienne Krähenbühl), Bonstetten
- 2001: Galerie 2016 & Mira, Brüssel
- 2001: Galerie 2016 (gemeinsam mit Gerhard Sauter), Hauterive
- 2000: Galerie Christine Brügger (gemeinsam mit Veronika Stefanini), Bern
- 2000: Galerie Ammering, Ried im Innkreis (Österreich)

## Auszeichnungen
- 2005: Projekt Wasser (WasserKraft), Stadtgemeinde Gmünd (Österreich)
- 2002: Shed im Eisenwerk, Publikumspreis ex aequo, Weihnachtssalon Ostschweiz/Bodensee, Frauenfeld
- 2000: Projekt au’art (aua extrema) für Expo.02, Regierungskonferenz der Ostschweizer Kantone